# Espuri Papiri Cursor
Espuri Papiri Cursor (en llatí Spurius Papirius Cursor) va ser un magistrat romà fill del censor romà Lucius Papirius Cursor. Pertanyia a la gens Papíria, una antiga família romana d'origen plebeu.
Va ser tribú militar l'any 380 aC, segons diu Titus Livi.